# Комната с видом (фильм, 1985)
«Комната с видом» (англ. A Room with a View) — мелодраматический кинофильм 1985 года режиссёра Джеймса Айвори, снятый по одноимённому роману Э. М. Форстера. Главные роли исполняют Хелена Бонэм Картер, Джулиан Сэндс, Мэгги Смит и Дэниел Дэй-Льюис. Картина получила 4 премии BAFTA (в том числе за «Лучший фильм года») и была удостоена 8 номинаций на премию «Оскар», одержав победу в трёх категориях: «Лучший адаптированный сценарий, «Лучший дизайн костюмов» и «Лучшее художественное оформление».

## Сюжет
В 1907 году молодая англичанка Люси Ханичёрч и её незамужняя кузина и компаньонка Шарлотта Бартлетт останавливаются в пансионе Бертолини во время отпуска во Флоренции. Им досталась комната без обещанного вида. За обедом они знакомятся с другими гостями: преподобным Мистером Бибом, двумя пожилыми сестрами Алан, писательницей Элеонорой Лэвиш, мистером Эмерсоном и его сыном Джорджем. 
Узнав о затруднительном положении Шарлотты и Люси, мистер Эмерсон и его сын Джордж предлагают им обменяться комнатами. Шарлотта расценивает предложение как оскорбление, но после разговора с мистером Бибом соглашается принять его. Во время прогулки по площади Синьории на следующий день Люси становится свидетелем того, как местного жителя жестоко убивают. Она падает в обморок, но Джордж Эмерсон приходит ей на помощь. Когда Люси приходит в себя, они беседуют, прежде чем вернуться в пансион.
Позже Шарлотта, Люси и Эмерсоны присоединяются к другим британским туристам для поездки в сельскую местность Фьезоле. Шарлотта и Элеонора беседуют о своём, а Люси отправляется на поиски мистера Биба. Вместо этого извозчик-итальянец по ошибке ведёт её туда, где Джордж любуется видом с холма. Увидев Люси, он вдруг обнимает и целует ее. Неожиданно появляется Шарлотта и прерывает их. Обеспокоенная тем, что мать Люси сочтёт её неподходящей компаньонкой, Шарлотта клянётся Люси хранить тайну.
Вернувшись в графство Суррей, Люси не рассказывает матери об инциденте и делает вид, что забыла про него. Вскоре ей делает предложение богатый сноб, Сесил Вайз. Сесил любит Люси, но он и его мать считают семью Ханичёрч своими подчинёнными, что приводит в ужас миссис Ханичёрч. Вскоре Люси узнаёт, что мистер Эмерсон переезжает в арендованный сэром Гарри Отуэем коттедж, а Джордж навещает его по выходным. Люси намеревалась поселить там двух мисс Алан и рассердилась на Сесила, узнав, что благодаря случайной встрече с Эмерсонами в Лондоне Сесил порекомендовал им коттедж. Он заявляет, что его мотивом было досадить сэру Гарри, которого Сесил считает снобом.
Присутствие Джорджа переворачивает жизнь Люси, её чувства к нему вспыхивают снова. Тем временем брат Люси, Фредди, подружился с Джорджем. Фредди приглашает Джорджа поиграть в теннис в Винди-корнер, дом Ханичёрч, во время которого Сесил насмешливо читает вслух из последнего романа мисс Лэвиш, действие которого происходит в Италии. Сесил, продолжая читать, не замечает, как Джордж страстно целует Люси в саду. Пока Сесил продолжает читать вслух, Люси узнаёт сцену, идентичную их с Джорджем встрече во Фьезоле. Она сталкивается с Шарлоттой, которая признаётся, что рассказала мисс Лэвиш их секрет, а та использовала его в своей истории. Люси приказывает Джорджу уехать и никогда не возвращаться. Он говорит, что Сесил видит в ней только собственность и никогда не полюбит её так, как он. Люси кажется равнодушной, но вскоре после этого разрывает свою помолвку с Сесилом. Чтобы избежать последствий, она устраивает поездку в Грецию с сёстрами Алан. Джордж, не в силах находиться рядом с Люси, переезжает с отцом в Лондон, не подозревая, что Люси больше не помолвлена. Когда Люси останавливается у дома мистера Биба, чтобы забрать Шарлотту, она сталкивается с мистером Эмерсоном, который случайно оказывается там. Она наконец осознает свои истинные чувства к Джорджу. Вскоре они женятся. Молодожёны Джордж и Люси проводят медовый месяц в итальянском пансионе, где они впервые встретились. Им достаётся комната с видом на Флорентийский Дуомо.

## В ролях
Во Флоренции
- Хелена Бонэм Картер — Люси Ханичёрч
- Джулиан Сэндс — Джордж Эмерсон
- Мэгги Смит — Шарлотта Бартлетт
- Денхолм Эллиотт — мистер Эмерсон
- Саймон Кэллоу — преподобный мистер Биб
- Джуди Денч — Элеонора Лэвиш, писательница
- Патрик Годфри — преподобный мистер Игер, капеллан англиканской церкви Флоренции
- Фабиа Дрейк — мисс Катерина Алан
- Джоан Хенли — мисс Тереза Алан
- Аманда Уокер — хозяйка гостиницы

В Англии
- Дэниел Дэй-Льюис — Сесил Вайз, жених Люси
- Розмари Лич — миссис Ханичёрч, мать Люси
- Руперт Грейвс — Фредди Ханичёрч, брат Люси
- Мария Бритнева — миссис Вайз, мать Сесила
- Питер Селлиер — сэр Гарри Отвей, домовладелец
- Миа Фозергилл — Минни Биб

## Кастинг
Роль Люси Ханичерч стала прорывом Хелены Бонэм Картер как киноактрисы. В то время ей было девятнадцать, и она только что закончила сниматься в артхаусном фильме «Леди Джейн» (1986). Айвори дал ей роль, так как по его мнению, она была очень проворной, умной и красивой и соответствовала описанию Форстера Люси как «молодой леди с большой копной темных волос и очень красивым, бледным, неразвитым лицом».
Руперт Эверетт пробовался на роль Сесила Вайса. Он предпочел бы сыграть Джорджа Эмерсона, но Айвори подумал, что он не совсем подходит на эту роль. На главную мужскую роль был выбран Джулиан Сэндс. Сэндс получил известность как британский фотограф в фильме «Поля смерти» (1984).
Дэниел Дэй-Льюис привлек внимание Айвори благодаря своей роли в пьесе «Другая страна» в роли студента-гея Гая Беннета. Учитывая выбор между Джорджем Эмерсоном или Сесилом Вайсом, он взял на себя более сложную роль Сесила. Роль Фредди Ханичерча, брата Люси, досталась Руперту Грейвсу и стала для него дебютом в кино. Саймон Кэллоу был первоначальным выбором Айвори на роль Гарри Гамильтона-Пола, друга Наваба, в фильме «Жара и пыль», но он решил сыграть в лондонском Вест-Энде. Он сыграл роль Моцарта в оригинальной лондонской постановке пьесы Питера Шаффера «Амадей» (1979) и дебютировал в кино в небольшой роли в экранизации. В фильме он сыграл роль викария мистера Биба.
В актерский состав второго плана входили опытные исполнители: пятью годами ранее Мэгги Смит работала в другом фильме, «Квартет». Денхолм Эллиотт был известен своей ролью друга Индианы Джонса Маркуса Броуди, куратора музея, в фильме «Индиана Джонс: В поисках утраченного ковчега». Сделав выдающуюся театральную карьеру, Джуди Денч дебютировала в кино в 1964 году, но она взяла на себя второстепенную роль Элеоноры Лавиш. У Денч и Айвори возникли разногласия во время съемок, потому что, среди прочего, он предложил ей сыграть шотландку.

## Съёмки
Фильм был снят с бюджетом в 3 миллиона долларов, который включал инвестиции Cinecom в США, а также от Goldcrest Films, Национальной финансовой корпорации и дистрибьюторов фильмов Керзона в Великобритании.
Он снимался на натуре во Флоренции, где Айвори попросил расчистить Площадь Синьории для съемок. Вилла ди Майано во Фьезоле служила пансионом Бертолини. Из украшений стен они попросили художника сделать серию декоративных работ, называемых гротесками, которые использовались для заголовков между разделами фильма, таких как заголовки глав, следующие за названиями глав в романе Форстера.
Другие сцены были сняты в Лондоне и окрестностях города Севеноукс в графстве Кент, где они позаимствовали семейное поместье Кентов кинокритика Джона Пима для своих загородных сцен. Вечеринка по случаю помолвки Люси была снята на территории Эмметтс-Гарден. Дом Фоксволда близ Чиддингстона использовался для дома Ханичерч, а в лесу на территории поместья был построен искусственный пруд для использования в качестве Священного озера. Два года спустя Великий шторм 1987 года пронесся по этому району и уничтожил сады и почти 80 акров окружающего леса. В Лондоне дом Линли Самборна в Южном Кенсингтоне использовался для дома Сесила, а эстонское представительство на Квинсуэй использовалось для пансиона, где живут Аланы. В целом, «Комната с видом» была снята за десять недель: четыре в Италии и шесть в Англии.

## Критика
Фильм получил положительные отзывы критиков, получив 100% рейтинг на Rotten Tomatoes, основанный на 32 отзывах, со средневзвешенным показателем 8,40/10. Консенсус сайта гласит: Острые углы романа Э.М. Форстера могут быть отшлифованы, но то, что мы получили с «Комнатой с видом» — это в высшей степени занимательная комедия с интеллектуальным подходом к любви. Согласно Metacritic, который проанализировал мнения 21 критика и подсчитал оценку 83 из 100, фильм получил всеобщее признание. Роджер Эберт оценил его на четыре звезды из четырех, написав: Фильм побуждает нас думать о том, что мы чувствуем, вместо того, чтобы просто действовать в соответствии со своими чувствами.
«Комната с видом» появилась в списке десяти лучших фильмов 61 критиков в 1986 году, что сделало ее одним из самых известных фильмов года. 

## Сборы
Фильм заработал 4,4 миллиона долларов в США за первые 12 недель проката.
Компания Goldcrest Films вложила в фильм 460 000 фунтов стерлингов и заработала 1 901 000 фунтов стерлингов, что означает, что они получили прибыль в размере 1 441 000 фунтов стерлингов.

## Награды и номинации
Премия «Оскар» (1987):
- Лучший адаптированный сценарий — Рут Правер Джабвала (награда)
- Лучшая работа художника — Джанни Кваранта, Брайан Экланд-Сноу, Брайан Сэйвгар, Элио Альтрамура (награда)
- Лучший дизайн костюмов — Дженни Беван, Джон Брайт (награда)
- Лучший фильм — продюсер: Исмаил Мерчант (номинация)
- Лучшая работа режиссёра — Джеймс Айвори (номинация)
- Лучший актёр второго плана — Денхолм Эллиотт (номинация)
- Лучшая актриса второго плана — Мэгги Смит (номинация)
- Лучшая операторская работа — Тони Пирс-Робертс (номинация)

Премия «Золотой глобус» (1987):
- Лучшая актриса второго плана в кинофильме — Мэгги Смит (награда)
- Лучший драматический фильм (номинация)
- Лучшая работа режиссёра — Джеймс Айвори (номинация)

Премия BAFTA (1987):
- Лучший фильм — Исмаил Мерчант, Джеймс Айвори (награда)
- Лучшая актриса — Мэгги Смит (награда)
- Лучшая актриса второго плана — Джуди Денч (награда)
- Лучший дизайн костюмов — Дженни Беван, Джон Брайт (награда)
- Лучшая работа художника-постановщика — Джанни Кваранта, Брайан Экланд-Сноу (награда)
- Лучшая работа режиссёра — Джеймс Айвори (номинация)
- Лучший адаптированный сценарий — Рут Правер Джабвала (номинация)
- Лучший актёр второго плана — Саймон Кэллоу (номинация)
- Лучший актёр второго плана — Денхолм Эллиотт (номинация)
- Лучшая актриса второго плана — Розмари Лич (номинация)
- Лучший монтаж — Хамфри Диксон (номинация)
- Лучшая работа оператора — Тони Пирс-Робертс (номинация)
- Лучшая музыка к фильму — Ричард Роббинс (номинация)
- Лучший звук — Тони Ленни, Рэй Беккетт, Ричард Кинг (номинация)

Премия «Давид ди Донателло» (1987):
- Лучший иностранный фильм — реж. Джеймс Айвори (награда)
- Лучший иностранный режиссёр — Джеймс Айвори (награда)

Также:
- 1986 — участие в конкурсной программе Венецианского кинофестиваля.
- 1986 — две премии Национального совета кинокритиков США: лучший фильм, лучший актёр второго плана (Дэниел Дэй-Льюис).
- 1987 — номинация на премию Гильдии режиссёров США за лучшую режиссуру художественного фильма (Джеймс Айвори).
- 1987 — премия Гильдии сценаристов США за лучший адаптированный сценарий (Рут Правер Джабвала).
- 1987 — специальная премия «Независимый дух».
- 1987 — премия Лондонского кружка кинокритиков за лучший фильм года.